# Sound of Impact
Sound of Impact es un bootleg oficial de la banda de post-hardcore Big Black. Fue lanzado el año 1987, bajo Blast First Records.

## Lista de canciones
1. "Ready Men"
2. "Big Money"
3. "Pigeon Kill"
4. "Passing Complexion"
5. "Crack Up"
6. "RIP"
7. "Jordan, Minnesota"
8. "Steelworker" (fragmento)
9. "Cables"
10. "Pigeon Kill"
11. "Kerosene"
12. "Bad Penny"
13. "Deep Six"
14. "RIP"
15. "Rema-Rema"

## Créditos
- Dave Riley - bajo, segunda voz/coros
- Santiago Durango - guitarra, segunda voz/coros
- Steve Albini - voz, guitarra
- Roland - batería (caja de ritmos)